# Šrí Džajavardanapura Kotte
Šrí Džajavardanapura Kotte (sinhálsky ශ්‍රී ජයවර්ධනපුර කෝට්ටේ, tamilsky ஸ்ரீ ஜயவர்த்தனபுரம் கோட்டே), nebo také jen Šrí Džajavardanapura nebo Kotte (sinhálsky කෝට්ටේ), je oficiální hlavní město Srí Lanky. Nachází se za východním předměstím města Colombo, největšího komerčního centra ostrova. Od 29. dubna 1982 zde sídlí srílanský parlament. Město má rozlohu přibližně 17 km² a žije zde 115 826 obyvatel (stav 2001). 